# John Wycliff

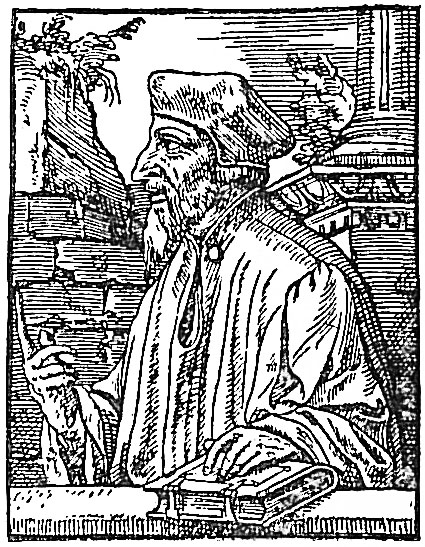
John Wycliff

John Wycliffe  (n. ca. 1320 la Ipreswell (actualmente Hipswell), Yorkshire, Anglia – d. 31 decembrie 1384 la Lutterworth (lângă Leicester)). John Wycliffe a fost un preot și teolog catolic englez care a invocat laicizarea proprietăților bisericești din Anglia. John Wycliffe a invocat limitarea influenței bisericești asupra puterii politice laice din Anglia. Una din cele mai importante contribuții controversate a fost traducerea Vechiului Testament și cea a Noului Testament din latină în engleză, care sunt fundamentul versiunii consacrate a Bibliei Regelui James. Una din figurile istorice cele mai importante care au fost influențate de John Wycliffe, prin intermediul lui Hieronymus din Praga, a fost Jan Hus, (1369-1415). 
Alături de Jan Hus, Peter Waldo și alții este considerat un precursor al Reformei Protestante și un proto-protestant. 